# Pierre Hutinot
Pierre Hutinot est un sculpteur français né à Paris en 1616, et mort dans la même ville le 29 septembre 1679.

## Biographie
Pierre Hutinot a été l'élève de Simon Guillain. Il participe en 1657 aux décorations de l'hôtel de Beauvais.
Il est nommé sculpteur du roi en 1660. Il collabore à la décoration du château de Saint-Germain-en-Laye, du château de Clagny et du château de Versailles.

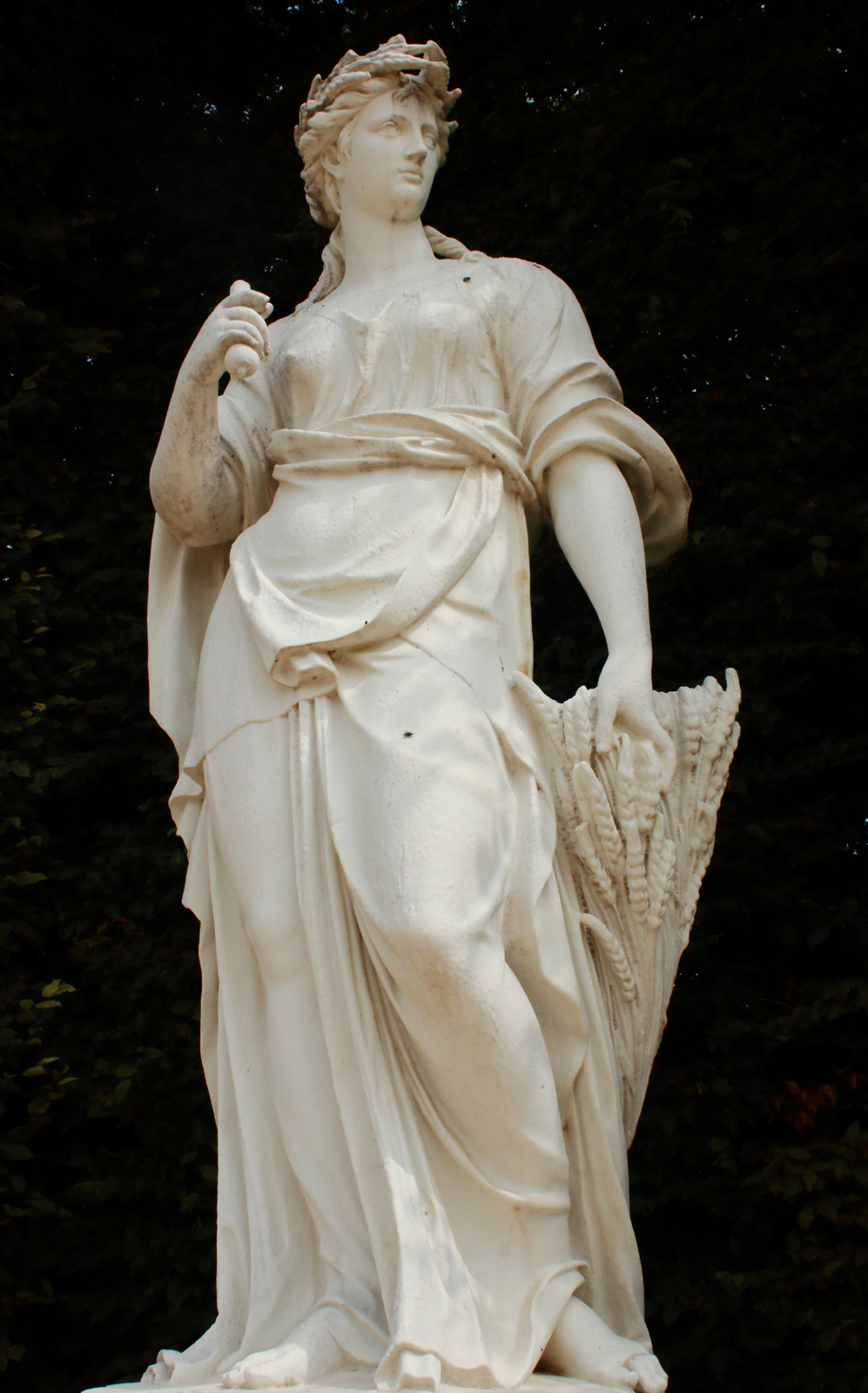
L'Été
Parc du château de Versailles

Pierre Hutinot a été reçu à l'Académie royale de peinture et de sculpture le 3 septembre 1667 avec le morceau de réception Le Temps qui découvre la Vertu et l'amour des Arts.
Il a réalisé la statue de Cérès pour représenter l'Été dans le cadre de la « Grande Commande » faite par Louis XIV, en 1674, pour le parc du château de Versailles, plus spécialement pour le Parterre d'eau. N'ayant pas terminé cette statue à sa mort, c'est son fils, aussi prénommé Pierre, qui l'a terminée. Pour le même château, il a réalisé en 1679 avec Michel de La Perdrix des ornements en plomb pour les lucarnes.
Il est le père de Pierre Hutinot, sculpteur.